# Phymatidium
Phymatidium é um género botânico pertencente à família das orquídeas (Orchidaceae). Foi proposto por John Lindley em The Genera and Species of Orchidaceous Plants 209, em 1833. O nome do gênero refere-se à pequena dimensão e delicadeza dessas plantas.

## Distribuição
É um gênero composto por cerca oito espécies algo parecidas, epífitas, muito delicadas e pequenas, de crescimento cespitoso, que ocorrem sobre e galhos e raminhos musgosos, todas das florestas úmidas e sombrias do sudeste e sul Brasileiros.

## Descrição
São espécies de pseudobulbos aparentemente nulos, que apresentam aglomerados de raminhos herbáceos com folhas dísticas, planas, juntas ou espaçadas, por vezes algo suculentas outras vezes com aparência gramínea, flácidas, alongadas, estreitas, sem nervuras aparentes, no ápice desses raminhos surgem as inflorescências, eretas, comportando até quinze flores minúsculas.
As flores têm segmentos brancos, muito delicados, estreitos, acuminados, membranáceos, quase translúcidos, livres, planos e bem espalmados, em regra com um calo carnoso transversal de formado variado, mais comum concheado, e cor verde no labelo. O labelo é inteiro. A coluna destaca-se bem, perpendicularmente ao resto da flor, não apresenta prolongamento podiforme mas por vezes tem um espessamento na base que assemelha-se a um segundo calo no labelo, têm duas aurículas laterais terminais, rostelo curto ou nulo, e com grande antera alongada e algo transparente na extremidade, com duas polínias.

## Lista de espécies
- Phymatidium aquinoi  Schltr. (1925)
- Phymatidium delicatulum  Lindl. (1833)
- Phymatidium falcifolium  Lindl. (1833)
- Phymatidium geiselii  Ruschi (1976)
- Phymatidium hysteranthum  Barb.Rodr. (1881)
- Phymatidium limae  Porto & Brade (1937)
- Phymatidium mellobarretoi  L.O.Williams & Hoehne (1947)
- Phymatidium microphyllum  (Barb.Rodr.) Toscano (2001)
- Phymatidium vogelii  Pabst (1972)